# Olga Fonseca
Olga Arelis Fonseca Giménez (c. 1955-Nairobi, Kenia, 27 de julio de 2012) fue una diplomática venezolana. Fonseca trabajó en el ministerio de relaciones exteriores de Venezuela y se desempeñó como embajadora del país en Kenia en 2012 hasta la fecha de su asesinato.

## Carrera
Fonseca era internacionalista. Durante su trayectoria en la cancillería venezolana, ocupó la posición de Directora de Política y Cooperación del Despacho del Viceministro para África. El 15 de julio de 2012 fue designada como jefa de la misión diplomática de Venezuela ante Kenia como sucesora del embajador Gerardo Carrillo Silva. Era embajadora concurrente en Uganda, Tanzania y Ruanda.

## Asesinato
Después de su llegada para encargarse de la misión diplomática, Fonseca estuvo viviendo en un hotel y se trasladó a la vivienda oficial dos días antes de su muerte. El 26 de julio de 2012 se realizó una fiesta en su residencia oficial en Nairobi; según Kevin Odhiambo, su conductor y uno de los interrogados en la investigación de su asesinato, algunos miembros del personal fotografiaron la zona residencial.
Fonseca fue hallada muerta el 27 de julio de 2012, en la cama de su residencia, por estrangulamiento. Al día siguiente, el 28 de julio, la policía keniana informó sobre la detención de seis sospechosos de estar involucrados en el asesinato; al menos ocho personas fueron arrestadas en total durante la investigación del homicidio. Entre ellos se encontraba el primer secretario de la embajada, quien fue liberado debido a su inmunidad diplomática. Venezuela envió a dos altos funcionarios gubernamentales a la ciudad para presionar en que se realizara una investigación exhaustiva y la detención de los sospechosos; los funcionarios visitaron el lugar donde fue encontrado el cuerpo de Olga y posteriormente se dirigieron a su funeraria.
Al ser interrogado, Odhiambo señaló que en la embajada había problemas de liderazgo. La policía señaló que la diplomática todavía no tenía escolta policial y que su residencia no estaba custodiada.
El periódico keniano The Star, citando a fuentes policiales, reportó que el personal de la embajada usaba vehículos oficiales valijas diplomáticas para el tráfico de drogas, las cuales no pueden ser sometidas a requisas según la Convención de Viena, y que la designación de Fonseca fue vista por los involucrados en su asesinato como un riesgo para sus presuntas operaciones. El ministro de relaciones interiores y justicia, Tareck El Aissami, rechazó la relación entre el asesinato de Fonseca y el narcotráfico.